# Serie D
Serie D (dosł. Seria D) – czwarty poziom w hierarchii ligowych rozgrywek w piłce nożnej mężczyzn we Włoszech. Jest podzielona na dziewięć grup regionalnych: A, B, C, D, E, F, G, H oraz I. Utworzona w 1948 roku i zarządzana przez Lega Nazionale Dilettanti (LND), a wcześniej do 2014 przez Lega Italiana Calcio Professionistico (LNP), od 1948 do 1952 przez Lega Interregionale (Nord, Centro, Sud), od 1952 do 1959 przez Lega Nazionale IV Serie, od 1959 do 2008 przez Lega Nazionale Semiprofessionisti (LNSP). Zmagania w jej ramach toczą się cyklicznie (co sezon) w systemie mecz i rewanż. Przeznaczone są dla 166 włoskich klubów piłkarskich. Najlepsze zespoły z każdej grupy Serie D awansują do Serie C, natomiast dwie najsłabsze zespoły ze wszystkich grup spadną do rozgrywek Eccellenza.
Najbardziej utytułowaną drużyna ligi jest Siena, która uzyskała 2 tytuły.

## Historia
Jej początki sięgają 1948 roku, kiedy to została wprowadzona w zamian regionalnych rozgrywek Prima Divisione i była kontynuacją reformy mistrzostw Serie C (zmniejszenie z 18 grup do 4). Czwarty poziom zmienił status z rozgrywek regionalnych na ogólnokrajowe i przyjął nazwę Promozione. Utworzono 6 grup na północy, 4 w środku oraz 3 grupy na południu, zwycięzcy których bezpośrednio awansowali do Serie C.
W 1952 roku liczba grup została zredukowana do 8 (po 16 drużyn w każdej), a liga zmieniła nazwę na IV Serie i była zarządzana przez Lega Nazionale IV Serie.
W 1957 roku konwulsyjna walka o władzę w FIGC dała początek czwartej lidze, zwanej Campionato Interregionale, która w sezonie 1957/58 była podzielona na dwie kategorii (Prima Categoria - 3 grupy, Seconda Categoria - 8 grup).
Natomiast w roku 1959 powstała prawdziwa Serie D, podzielona na 6 grup i zarządzana przez Narodową Ligę Półprofesjonalną we Florencji (wł. LNSP - Lega Nazionale Semiprofessionisti). Od 1967 roku liczba grup ponownie stanowiła 9.
W 1978 roku, wraz z reformą Lega Nazionale Semiprofessionisti, Serie C została podzielona na Serie C1 i Serie C2, a mistrzostwa Serie D straciły status półprofesjonalizmu, organizowanego w 12 grupach stając się piątym poziomem włoskiego futbolu, w wyniku czego rozgrywki powróciły do poziomu amatorskiego, zmieniając nazwę na Campionato Interregionale z sezonu 1981/82, zarządzane przez Lega Nazionale Dilettanti. Mistrzostwa przyjęły formułę 162 drużyn w 9 grupach, począwszy od reformy z 1992 roku, w której zmieniła nazwę na Campionato Nazionale Dilettanti (CND), a następnie powróciła do nazwy Serie D w 1999 roku.
Wskutek tej reformy, czwarty poziom włoskiej piłki nożnej reprezentowała od 1978 do 2008 Serie C2, która potem do 2014 nazywała się Lega Pro Seconda Divisione. Od 1978 do 1991 była podzielona na 4 grupy po 18 drużyn, a od 1991 do 2011 na 3 grupy po 20 drużyn i od 2011 do 2014 na 2 grupy po 18 drużyn.
Wraz z reformą mistrzostw Lega Pro, począwszy od sezonu 2014/15, Serie D powraca do bycia, podobnie jak do 1978 roku, czwartym poziomem włoskiego futbolu. Wraz z połączeniem dwóch dywizji Lega Pro pod koniec sezonu 2013/14 (zgodnie z decyzją FIGC i Lega Pro w listopadzie 2012) w celu przywrócenia Serie C, Serie D i niższe ligi zostały przesunięte o jeden poziom w górę w hierarchii systemu ligowego, zmniejszając liczbę lig we włoskiej piłce nożnej do dziewięciu.

## Medaliści IV poziomu
- Czcionką pogrubioną oznaczono zespoły, które awansowały bezpośrednio do Serie C/Serie C1/Lega Pro Prima Divisione/Lega Pro.
- Kursywą oznaczono zespoły które awansowały do Serie C/Serie C1/Lega Pro Prima Divisione/Lega Pro po barażach.
- Czcionką zwykłą oznaczono zespoły które nie awansowały do Serie C/Serie C1/Lega Pro Prima Divisione/Lega Pro (ze względu na inny regulamin w danym roku).

## Statystyka

### Tabela medalowa
Mistrzami ligi (Serie D) od sezonu 1948/49 zostawały zwycięzcy swoich grup. Dopiero między latami 1953 a 1958 i począwszy od 1992 po zakończeniu sezonów rozgrywana jest ostatnia faza, w której biorą udział zwycięskie drużyny z każdej grupy, które rozgrywają tytuł w kategorii narodowej. Trofeum nazywało się Scudetto IV Serie, Titolo di Lega Interregionale, Scudetto Dilettanti i na koniec Scudetto Serie D.
Ponadto w latach 1988-1992 rozgrywany był oficjalny turniej o nazwie Trofeo Jacinto, zwycięzca którego nosił tytuł międzyregionalnego mistrza Włoch (wł. campione d'Italia Interregionale). Jednak Lega Nazionale Dilettanti nie uznaje rozgrywki za mistrzostwo ligi, ale za alternatywny tytuł.
Mistrzostwo ligi (Serie D) od 1948 do sezonu 2020/21 zostało zdobyte przez 25 różnych drużyn.
- 2 razy: Siena
- 1 raz: Avellino, Bari, Bassano Virtus, Biellese, Castel San Pietro, Catanzaro, Cavese, BPD Colleferro, Cosenza, Crevalcore, Giugliano, Cuneo, Ischia Isolaverde, Lanciano, Mantova, Massese, Montichiari, Monza, Olbia, Paganese, Palmese, Pordenone, Pro Patria, Pro Vasto, Pro Vercelli, Ravenna, San Felice Normanna, Sangiovannese, Spezia, Taranto, Tempio, Unione Venezia, Viterbese Castrense

## Uczestnicy
Zespoły, które wzięli udział w 73 sezonach włoskiej Serie D, które były prowadzone od 1948/49 aż do sezonu 2020/21 łącznie zostały podzielone według regionów:
- Abruzja – 46 drużyn (37: L’Aquila, 35: Avezzano, 29: Vastese)
- Apulia – 63 drużyn (37: Nardò, 33: Cerignola, 31: Trani)
- Basilicata – 29 drużyn (30: Potenza, 27: Matera, 22: Melfi)
- Emilia-Romania – 97 drużyn (39: Riccione, 38: Carpi, Russi)
- Friuli-Wenecja Julijska – 47 drużyn (37: Pordenone, 32: Pro Gorizia, 29: Monfalcone)
- Kalabria – 50 drużyn (36: Lamezia, 30: Castrovillari, 27: Vibonese)
- Kampania – 86 drużyn (40: Puteolana, 32: Pomigliano, 30: Savoia)
- Lacjum – 106 drużyn (34: Rieti, 33: Civitavecchia, 30: Romulea)
- Liguria – 52 drużyn (40: Sestri Levante, 35: Imperia, 30: Albenga, Savona)
- Lombardia – 183 drużyn (42: Fanfulla, Seregno, 38: Vogherese)
- Marche – 46 drużyn (42: Fermana, 40: Jesina, 34: Vigor Senigallia)
- Molise – 13 drużyn (43: Campobasso, 22: Termoli, 15: Isernia)
- Piemont – 79 drużyn (47: Cuneo, 36: Asti, Borgosesia, Casale)
- Sardynia – 53 drużyn (39: Calangianus, 30: Nuorese, 24: Olbia)
- Sycylia – 85 drużyn (39: Ragusa, 35: Enna, 34: Igea Virtus Barcellona)
- Toskania – 95 drużyn (45: Sansepolcro, 36: Pietrasanta, 35: Poggibonsi, Pontedera)
- Trydent-Górna Adyga – 25 drużyn (38: Trento, 35: Bolzano, 31: Rovereto)
- Umbria – 35 drużyn (42: Castello, 41: Foligno, 24: Spoleto)
- Dolina Aosty – 5 drużyn (27: Aosta, 12: Châtillon Saint-Vincent, 10: Valle d'Aosta)
- Wenecja Euganejska – 111 drużyn (40: Belluno, 37: Bassano Virtus, 35: Legnago Salus)

Oprócz tego w rozgrywkach Serie D uczestniczyła drużyna z kraju San Marino:
- 19: San Marino